# Microchirita aratriformis
Microchirita aratriformis là một loài thực vật có hoa trong họ Tai voi. Loài này được D. Wood mô tả khoa học đầu tiên năm 1972 dưới danh pháp Chirita aratriformis.